# The very best - Live aus Verona
The very best - Live aus Verona è un album di Al Bano e Romina Power pubblicato in Germania nel 2015.
Contiene 8 canzoni registrate live durante il concerto di Verona del 29 maggio dello stesso anno e alcune nuove registrazioni in studio.
È il primo album di Al Bano realizzato insieme a Romina Power dopo Ancora...zugabe del 1996.
Il singolo di promozione è Qualche stupido ti amo.

## Tracce
1. Qualche stupido ti amo (Somethin' Stupid) (C. Carson Parks, Giorgio Calabrese) - 3:07
2. Quel poco che ho (Luciano Beretta, Detto Mariano, Albano Carrisi) - 2:42
3. Heart games (Albano Carrisi, Romina Power) - 4:08
4. Col pensiero (Yari Carrisi, Fabrizio Berlincioni) - 3:43
5. Ci sarà (Dario Farina, Cristiano Minellono) - 4:16
6. Libertà (Springbook, L.B.Horn, Willy Molco, Romina Power, Vito Pallavicini) - 4:28
7. U.S.America (Maurizio Fabrizio, Romina Power) - 4:01
8. Sempre sempre (Claude Lemesle, Michel Carrè, Michel Gouty, Vito Pallavicini) - 3:59
9. We'll Live It All Again (Albano Carrisi, Romina Power) - 4:35
10. Nel blu dipinto di blu (Volare) (Domenico Modugno, Franco Migliacci) - 3:49
11. Sharazan (Ciro Dammicco, Albano Carrisi, Romina Power) - 5:19
12. Felicità (Dario Farina, Gino De Stefani, Cristiano Minellono) - 3:50

## Classifiche
| Classifica | Posizione |
| ---------- | --------- |
| Austria    | 71        |
| Germania   | 82        |